# Litigância de má-fé
Litigância de má-fé é um conceito do Direito processual que descreve um dos diversos casos possíveis onde uma das partes de um processo, autor, réu ou interveniente, litiga intencionalmente com deslealdade e/ou corrupção, prejudicando intencionalmente a parte adversa ou o próprio sistema judiciário.
É aplicado desde o direito romano, antes mesmo de se conceber os recursos, quando se penalizava o litigante de má-fé: o demandado "na actio judicati" podia articular em sua defesa a "revocatio in duplum" (...) mas se sujeitava, no simples caso de sucumbência, à condenação dobrada ("duplum").
Atualmente, o conceito está presente, expressamente ou não,  no direito pátrio de diversos países, e visa a previsão de uma condenação para aqueles que se utilizam de expedientes a princípio legítimos do sistema judiciário como artimanha para prejudicar terceiros, formulando pretensões destituídas de qualquer fundamento. Diversas legislações abordam condutas específicas ou manobras dilatórias cujo objetivo seja impedir o regular andamento do processo, sendo consideradas, portanto, litigância de má-fé. A coibição à ligitância de má-fé é considerada importante para desestimular o excesso de demandas judiciais desnecessárias, propostas por litigantes que sabem, de antemão, não terem, nem de longe, qualquer tipo de razão.

## Por país

### Alemanha
Não há proibição expressa à conduta dolosa das partes no processo, mas existem comportamentos específicos que são reprimidos, como por exemplo, a desonestidade das partes. Neste caso, é necessária a propositura de ação judicial independente com o objetivo de se obter indenização dos prejuízos sofridos pela parte.

### Argentina
Há previsão de imposição de multa à parte, ao advogado, ou a ambos, conjuntamente, sempre que for constatada a má-fé. Ao litigante de má-fé pode ser estabelecida uma condenação que varia de cinco a trinta por cento do valor da causa. Uma vez que seja impossível auferir o valor da causa, a indenização é norteada por valores pré-estabelecidos.

### Áustria
É considerada a primeira legislação pátria a consagrar o dever de veracidade de forma inequívoca, além de prever a responsabilidade por danos derivados da prática processual.

### Brasil
A definição de litigância de má-fé variou no Brasil ao longo do tempo. O Código de Processo Civil de 1939, por exemplo, definia a litigância de má-fé como "espírito de emulação, mero capricho, ou erro grosseiro", além da "procrastinação da lide". Já o Código de Processo Civil de 1973 mencionava a má-fé e o dano processual, e em referência a estes, previa a condenação do embargante de má-fé a pagar multa ao embargado, multa esta que nunca poderia ser maior do que o percentual de um por cento sobre o valor da causa.
De acordo com o Código de Processo Civil de 2015, Art. 17, Alterado pela Lei 6.771-1980, são hipóteses caracterizadoras da litigância de má-fé:
1. deduzir pretensão ou defesa contra texto expresso de lei ou fato incontroverso;[1]
2. alterar a verdade dos fatos;[1]
3. usar do processo para conseguir objetivo ilegal;[1]
4. opuser resistência injustificada ao andamento do processo;[1]
5. proceder de modo temerário em qualquer incidente ou ato do processo;[1]
6. provocar incidentes manifestamente infundados;[1]
7. interpuser recurso com intuito manifestamente protelatório. (Acrescentado pela Lei9.668-1998)[1]
8. No caso de uma entidade creditícia não aceitar acordo com X, mas aceitar com Y.[1]
9. Multa superior a 1% e menor que 10% do valor da causa; [1][nota 1]
10. Indenização à parte contrária, e custas advocatícias, cumulativamente.[1]

Os valores indenizatórios podem ser fixados pelo juiz ou liquidados por arbitramento.
Durante a década de 2010, pode-se mencionar como exemplo de litigância de má-fé o caso do torcedor do Fluminense Football Club que acionou judicialmente o jornal Meia-Hora após a derrota de seu time na Copa Libertadores da América de 2008, quando, no dia seguinte, o periódico, ao fazer uma piada, dizia na capa que dentro do jornal haveria um pôster do time indo para o Mundial, dando a entender que seria o Mundial de Clubes, mas na verdade, era uma referência cômica aos Supermercados Mundial.

#### Doutrina
Os doutrinadores Nelson Nery Junior e Rosa Maria Andrade Nery conceituam o litigante de má-fé como:
"a parte ou interveniente que, no processo, age de forma maldosa, como dolo ou culpa, causando dano processual à parte contrária. É o improbus litigator, que se utiliza de procedimentos escusos com o objetivo de vencer ou que, sabendo ser difícil ou impossível vencer, prolonga deliberadamente o andamento do processo procrastinando o feito. As condutas aqui previstas, definidas positivamente, são exemplos do descumprimento do dever de probidade estampado no art. 14 do CPC."
“Este preceito demonstra que deve ser penalizada a parte que abusa do seu direito de petição. Apesar de ser garantia constitucional o pleno acesso ao Judiciário (art. 05º incisos XXXIV, a, XXXV e LV da CF) não é correto banalizar tal procedimento, vez que as partes devem agir com prudência, lealdade e boa fé, devendo, portanto, ser punidos aqueles que abusam de suas pretensões, desde que, obviamente, comprovado que tal conduta foi maliciosa (má-fé)”. 
A condenação pode alcançar mais de um litigante, segundo o interesse na causa. Pode ocorrer por requerimento das partes, ou o juiz aplicar a sanção, de ofício. Autor, réu ou interveniente responderá pela má-fé, segundo o artigo 16 do CPC. No caso de credor litigar por  dívida já paga, deverá ser condenado a pagar em dobro os valores pleiteados. Credores que pleitearem valores indevidos podem ser condenados ao pagamento do valor cobrado indevidamente. O juiz pode condenar o litigante de má-fé independente de um pedido nesse sentido. 
Sobre o rigor que deve ser dado ao tema, o professor Luiz Padilla defende:
Conforme comentários que inserimos na Revista de Processo 64, a Acórdão do TARGS que aplicava a pena de litigância de má-fé, para ser exemplar, como é do espírito da lei que proscreve a litigância deletéria, a penalização deve ocorrer com tintas fortes e carregando nas tintas (tomada emprestada expressão já consagrada no magistério de Araken de Assis, quando tratou das "astreintes" no direito do consumidor).
Isso se justifica, em especial, quando caráter vazio da postulação, sem qualquer desforço de argumentação, muito menos de prova, e cuja tese sofre de testilha intestina, denotam mero intuito protelatório.

### Colômbia
A Colômbia possui uma situação acerca do tema mais parecida com a do direito brasileiro, de modo que há a enumeração expressa de diversos casos em que se pode considerar a litigância de má-fé.

### França
Na França, não há disposição expressa sobre a litigância de má-fé, de modo que apenas alguns atos são reprimidos, como por exemplo, apelações consideradas abusivas.

### Itália
O Código de Processo Civil prevê a condenação do litigante vencido ao ressarcimento dos danos, caso tenha agido ou resistido, em juízo, com má-fé ou culpa grave. Entretanto tal hipótese condenatória só ocorrerá a requerimento da parte adversa. Há previsão expressa sobre o dever de lealdade e probidade, de modo que a legislação italiana alinha ao mesmo patamar a má-fé e a culpa grave.

### Portugal
A legislação portuguesa elenca os casos considerados como de má-fé processual, tais como a conduta da parte que deduz pretensão ou oposição, cuja falta de fundamento não devia ignorar. A condenação, nestes casos, é a de multa e indenização à parte contrária, o que deverá por esta última ser requerido. Para a consideração da litigância de má-fé, é necessário, além disso, que a conduta maléfica possua dolo ou negligência grave. O advogado pode ser condenado solidariamente com a parte, nos casos onde houver da conduta faltosa. Também há expressa proibição sobre o abuso do direito de demandar.